# Латинкс

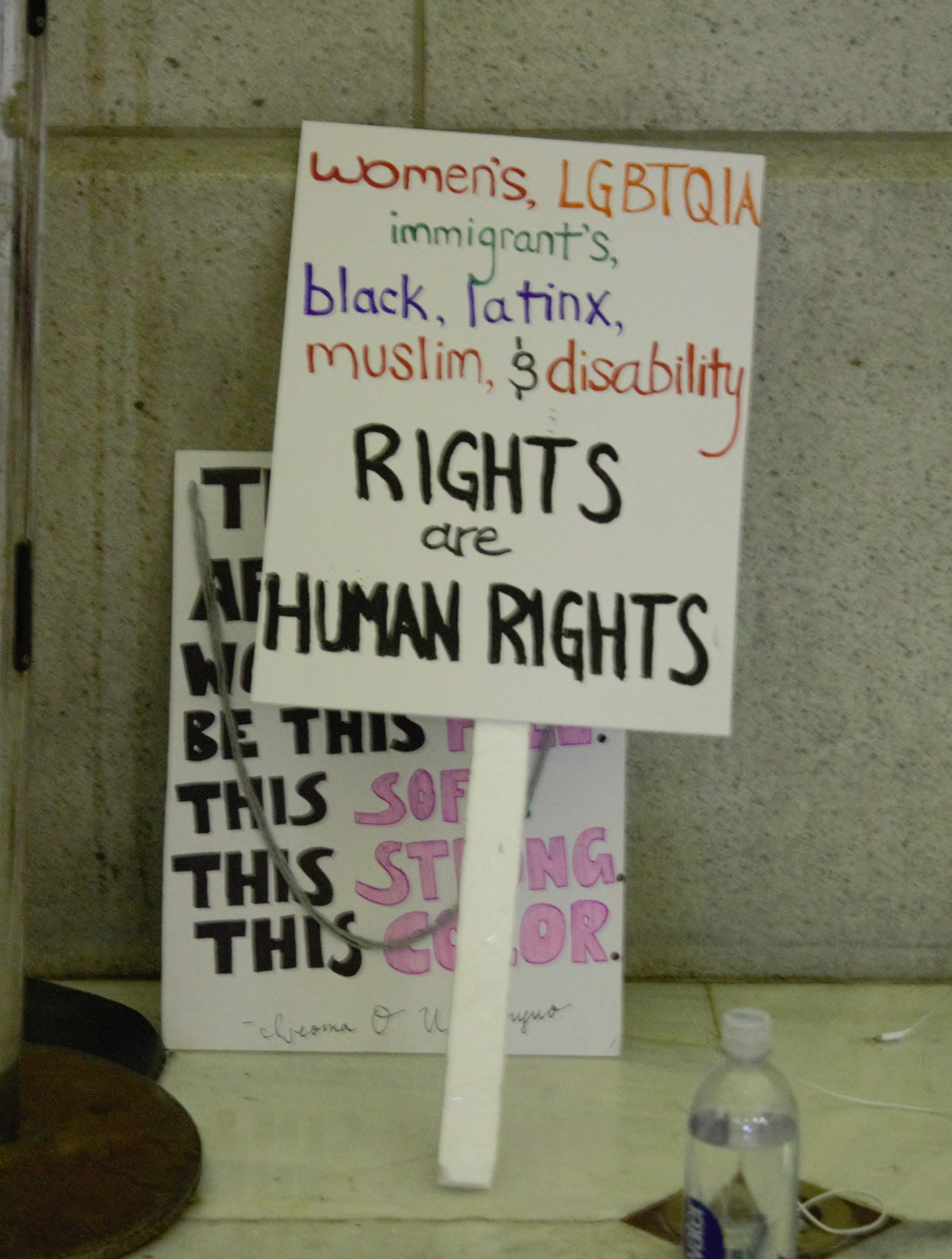
Использование слова на табличке в защиту прав меньшинств

Латинкс (англ. Latinx) — неологизм, используемый в американском английском для обозначения латиноамериканцев. Определение было придумано, как гендерно-нейтральный вариант обозначения мужчин (исп. latino) и женщин (исп. latina) латиноамериканского происхождения в испанском языке. 
Впервые определение начало упоминаться с 2004 году в кругу американских ЛГБТ-активистов. Чаще всего слово используется англоязычными активистами, студентами и академиками в социальных сетях, выступающими за права меньшинств и небинарных людей. Одновременно восприятие слова среди латиноамериканцев людей в подавляющем большинстве остаётся негативным, которые предпочитают обозначать себя, как hispanic или latina/latino. С точки зрения испаноязычных людей, слово «latinx» трудно произносить, оно искажает грамматику испанского языка и является формой языкового империализма. Термин в том числе вызывает спорную реакцию у испаноязычных латиноамериканских ЛГБТ-активистов, которые для гендерно-нейтрального обозначения используют слово latine.
Согласно опросам исследовательского центра Пью от 2023 года, примерно половина латиноамериканцев, проживавших в США — не знали этот термин, а 75% отрицательно относились к его использованию.